# Trygonorrhinidae
Trygonorrhinidae is een familie van kraakbeenvissen uit de orde van de Rhinopristiformes. De familie telt drie geslachten, met daarin 8 soorten. De familie werd vroeger als onderfamilie van de vioolroggen (Rhinobatidae) gerekend. 

## Geslachten
- Aptychotrema Norman, 1926
- Trygonorrhina J. P. Müller & Henle, 1838
- Zapteryx D. S. Jordan & C. H. Gilbert, 1880